# Fårö
Fårö és una petita illa de la mar Bàltica situada a alguns quilòmetres al nord de l'illa de Gotland a Suècia, de la qual depèn administrativament. Es tracta de la segona illa més gran de la província de Gotland. La seva superfície és de 111,35 quilòmetres quadrats, dels quals 9,7 són de torberes o d'illots.
El realitzador Ingmar Bergman es va establir en aquesta illa, on va rodar sis pel·lícules : Såsom i en spegel (1961), Persona (1966), Vargtimmen (1968), Skammen (1968), Passió (1969) i Secrets d'un matrimoni (1972). Hi mor el 30 de juliol 2007.
La pel·lícula El Sacrifici del realitzador rus Andrei Tarkovski també es va filmar a l'illa.

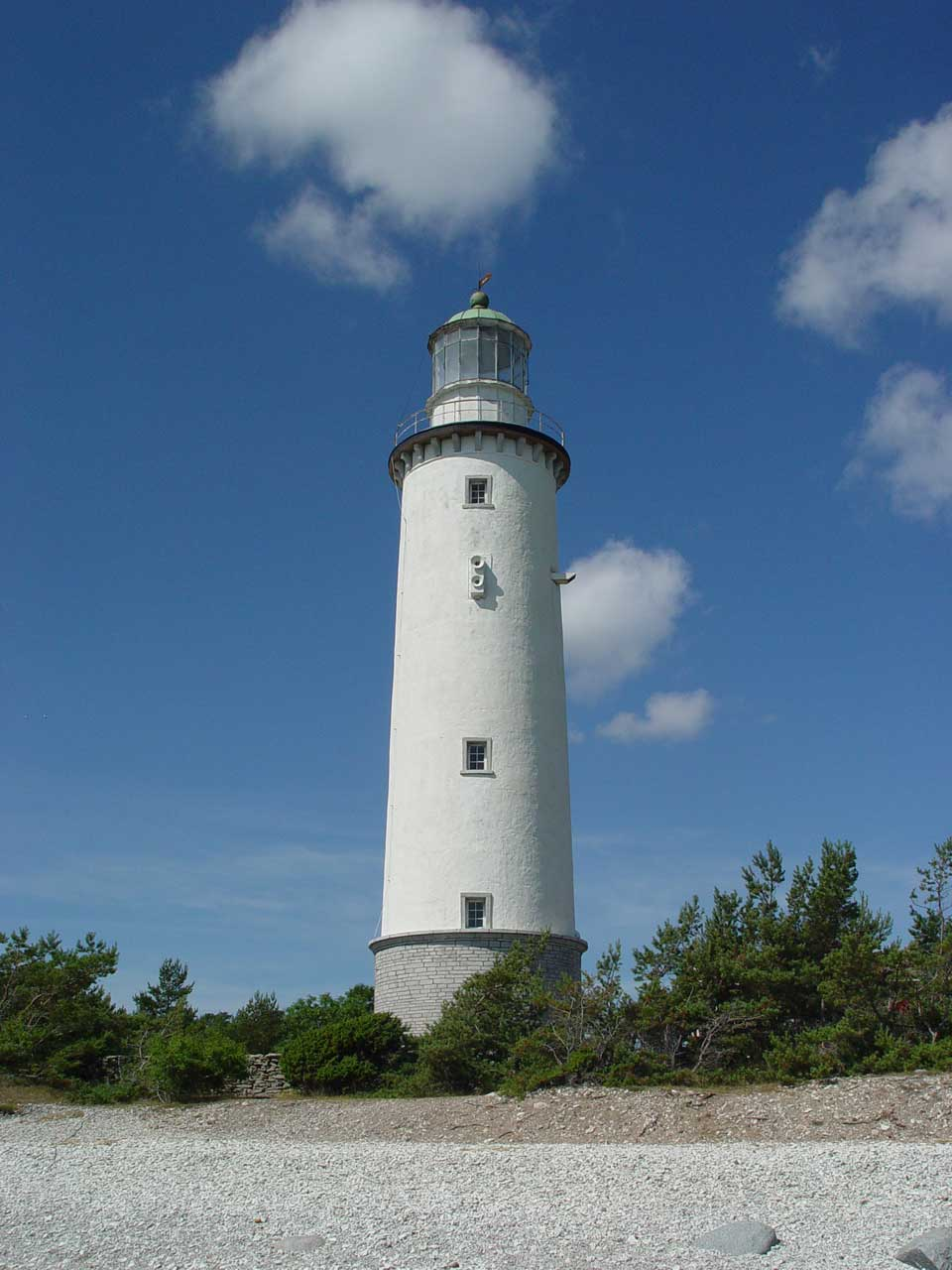
Fårö fyr

Erigit el 1846-1847 al nord-est de l'illa, el Fårö fyr és un far de 30 metres d'altura.
Es poden admirar paisatges àrids de l'illa amb nombrosos llocs albergant els famosos raukar de Gotland, piles de formes estranyes i suggerents esculpides pel mar en la roca calcària.